# Contrato de licencia de marca (España)
El contrato de licencia de marca, en el Derecho de España, es un contrato mercantil por el que el propietario de una marca (licenciante) permite que otra persona (licenciatario) identifique con ella los bienes y servicios que ofrezca. Así pues, tiene por objeto la cesión del derecho de uso de la marca. Para poder hablar del contrato de licencia, es necesario que el licenciatario realice una elaboración parcial o total del bien o servicio identificado con la marca.
Se trata de un contrato de colaboración en el que ha de existir un vínculo de confianza entre las partes, por lo que tiene carácter de intuitu personae. La licencia permite que el licenciatario explote la imagen de marca, asumiendo el licenciante cierto riesgo de que la actividad del licenciatario identificada con la marca perjudique a ésta. Además, en el supuesto de que se trate de una licencia interna (licencia oculta a terceros), el licenciatario responderá civilmente por los bienes defectuosos o servicios negligentes.
Es habitual que la licencia de marca vaya aparejada a otros contratos, como el de franquicia o el de know-how.

## Tipología
- Tipos básicos (requeridos para registro con el modelo OEPM):
  - Licencia total o parcial.
  - Licencia exclusiva o no exclusiva.
  - Licencia territorial o universal.
  - Licencia indefinida o temporal.

- Otros tipos:
  - Licencia interna o externa.
  - Joint Brand Advertising.
  - Licencia de solicitud o de marca concedida.
  - Licencia simple o compleja.

## Contenido

### Licenciante
La obligación principal del licenciante es garantizar el goce pacífico de la marca por parte del licenciado. A cambio, además de la contraprestación que figure en el contrato, tiene un derecho de control sobre el uso que haga el licenciatario de la marca. Como lógica extensión a este derecho de control, puede actuar contra el licenciatario cuando la calidad del bien o servicio ofrecido por éste cambie de naturaleza o dañe a la marca o la patente 
También estará legitimado para demandarle cuando se produzca un cambio en la forma de la marca o un exceso en el tiempo que duraba el contrato de licencia.

### Licenciatario
Las obligaciones del licenciatario son correlativas a los derechos del licenciante. De esta manera, el licenciatario habrá de satisfacer la contraprestación pactada (Pagar un Canon, de forma fija o variable) y poner a disposición de la otra parte la información que permita el derecho de control. Si la licencia fuese exclusiva, tendrá además la obligación de usar la marca.
Por otro lado, el licenciatario tendrá derecho al uso de la marca acorde a las condiciones estipuladas en el contrato. En el supuesto de que existiese una violación de la marca por un tercero, y el licenciante permaneciese inactivo, el licenciatario estará legitimado para actuar contra el tercero.

## Cláusulas habituales
- Cláusulas sobre control de calidad: Se suele pactar un derecho de control a favor del licenciante, que especificará los detalles de la calidad exigida al bien o servicio del licenciatario.
- Cláusula de exclusiva: Se estipula la obligación del licenciante de no conceder más licencias en el ámbito especificado en el contrato, normalmente relativo al lugar donde el licenciatario explotará la marca.
- Prohibición de competencia: Igualmente, el licenciatario no podrá elaborar bienes o prestar servicios que compitan con los ofrecidos por la marca del licenciante.
- Cláusula sobre Know-how: El Know-how es un bien intangible compuesto por los conocimientos del licenciante que se ponen a disposición del licenciatario, con el consiguiente deber de secreto de este.
- Cláusula de atribución del territorio: Espacio y localización designados en los que el licenciatario puede hacer uso de la marca.
- Cláusula de no impugnación de la marca: El licenciatario no podrá cuestionar la validez de la marca del licenciante.
- Cláusula del licenciatario más favorecido: El licenciatario tendrá derecho a obtener del licenciante condiciones igual de favorables que las que se hayan pactado con otro licenciatario.
- Cláusula de concesión de sublicencias: La prohibición de conceder sublicencias por parte del licenciatario tiene carácter dispositivo. De esta manera, las partes pueden acordar que el licenciatario, a su vez, pueda ceder el uso de la marca a un tercero.

- Datos: Q5785283